# ويليام ويزلي
ويليام ويزلي (بالإنجليزية: William Wesley)‏ هو مخرج مبدع أمريكي، ولد في 14 أغسطس 1964 في كامدن في الولايات المتحدة.